# Pristimantis zeuctotylus
Pristimantis zeuctotylus är en groddjursart som först beskrevs av Lynch och Marinus S. Hoogmoed 1977.  Pristimantis zeuctotylus ingår i släktet Pristimantis och familjen Strabomantidae. IUCN kategoriserar arten globalt som livskraftig. Inga underarter finns listade i Catalogue of Life.